# بمب‌گذاری هتل ماریوت اسلام‌آباد
بمب‌گذاری در هتل اسلام‌آباد ماریوت در شب ۲۰ سپتامبر ۲۰۰۸ اتفاق افتاد، هنگامی که یک کامیون کمپرسی پر از مواد منفجره در مقابل هتل ماریوت در اسلام‌آباد پایتخت پاکستان منفجر شد، دست کم ۵۴ کشته، حداقل ۲۰۶ زخمی برجای گذاشت. دست کم پنج تبعه خارجی نیز کشته و پانزده نفر دیگر نیز زخمی شدند. این حمله تنها چند ساعت پس از سخنرانی رئیس‌جمهور آصف علی زرداری در پارلمان پاکستان رخ داد.
در جریان تحقیقات، سه مظنون به تروریست توسط پلیس پاکستان دستگیر شدند. آنها مشکوک به کمک بمب‌گذار انتحاری بودند. اما بعداً آنها از همه اتهامات تبرئه شدند زیرا هیچ مدرکی علیه آنها ارائه نشده بود.
چند ماه پس از بمب‌گذاری در هتل، دولت پاکستان آن را دوباره احداث کرد و هتل اسلام‌آباد در ۲۰ دسامبر ۲۰۰۸ به‌طور رسمی افتتاح شد.